# Medizin + Kunst
Medizin + Kunst war ein deutsches Kulturmagazin für Ärzte. Es erschien von 1989 bis 2015. Seither sollen auch herunterladbare Internet-Ausgaben erschienen sein.

## Geschichte
Medizin + Kunst wurde 1989 von dem Kunstschaffenden Franz E. Schilke und der Ärztin Gertrud Schilke in München gegründet. Zu den Autoren gehörten u. a. Hans-Jürgen Möller, Thomas Ruzicka, Thomas Brandt, Karl Dietrich Hepp, Gerd Plewig, Alexander Ehlers, Günter Hober, Helmut Jaeschke und Carl Schirren.

## Inhalte
Medizin+Kunst brachte in erster Linie themenübergreifende Projekte, die seit Jahren redaktionell unterstützt und publiziert wurden. Die zahlreichen Ausstellungen des Medizinhistorischen Museums in Ingolstadt gehören dazu ebenso wie die Körperwelten eines Gunther von Hagens. Das Phänomen der Arteriosklerose wurde im Rahmen eines Kunstprojekts entschlüsselt. Unter der Headline „The Seven Ages of a Man“ schuf der New Yorker Graphiker Ben Schonzeit die künstlerischen Beiträge und der Kardiologe W. Rafflenbeul das medizinische Bild, journalistisch begleitet von Medizin+Kunst.
Auch Medizinische Atlanten wurden ebenso präsentiert, wie die Beschäftigung mit Persönlichkeiten im Spiegel von Medizin und Kunst, wie Goethe, Bach, Mozart oder Elisabeth I. von England und Ludwig II. von Bayern.